# Myotis latirostris
Myotis latirostris або Myotis myotis latirostris — вид рукокрилих роду Нічниця (Myotis).

## Поширення, поведінка
Ендемік Тайваню.